# Аркаево
Аркаево — село в Сурском районе Ульяновской области, входит в состав Астрадамовского сельского поселения.

## География
Находится на реке Большая Якла на расстоянии примерно 28 километров по прямой на северо-восток от районного центра — посёлка Сурское.

## История
Упоминается с 1641 года.
С 1780 года деревня Аркаева, крещёной мордвы, в Котяковском уезде Симбирского наместничества.
С 1796 года — в Алатырском уезде Симбирской губернии.
В 1913 году в селе было дворов 214, жителей 1467 и церковь с училищем.
В 1990-е годы работало ТОО «Астрадамовское».

## Население
Население составляло 244 человек в 2002 году (русские 94 %), 187 по переписи 2010 года.